# I.DE.A Institute
I.DE.A Institute (akronym for Institute of Development in Automotive Engineering) er et bildesign og -udviklingsfirma i Torino, Italien, oprettet i 1978. Rieter Holding Ltd overtog den fulde kontrol over firmaet i 2002.

## Udvalg af designede biler
- Fiat Tipo 1988
- Lancia Dedra 1989
- Fiat Tempra 1990
- Alfa Romeo 155 1992
- Lancia Delta 1993
- Nissan Terrano/Ford Maverick 1993
- Lancia Kappa 1994
- Daihatsu Move 1995
- Fiat Palio 1996
- Daewoo Nubira 1997
- Tata Indica 1998
- Kia Rio 2000
- Tata Indigo 2002
- Tata Nano 2008